# Empingham
Empingham is een civil parish in het bestuurlijke gebied Rutland, in het Engelse graafschap Rutland met 880 inwoners.